# 산 로렌초 기둥
산 로렌초 기둥(이탈리아어: Colonne di San Lorenzo, 콜론네 디 산 로렌초)은 이탈리아 북부 롬바르디아 지방 밀라노 중심부의 산 로렌초 성당 앞에 위치한 고대 로마의 유적이다.

## 역사
산 로렌초의 기둥은 코린토스 양식으로 된 열주가 16개씩 일렬로 늘어서 탁 트인 광장을 마주보고 있는 구조로 되어 있다. 2세기에 지어진 이교도 사원이나 공중목욕탕의 건물이 4세기경에 철거되면서 이곳으로 옮겨온 것으로 보인다. 실제로 기둥 남쪽의 중세시대 대문에는 로마 시대의 대리석 장식이 아직까지도 남아 있다. 16세기에는 밀라노를 통치하던 스페인의 펠리페 2세 국왕이 이곳을 방문하게 되자 기둥을 철거하여 길을 넓히는 방안이 제시되기도 하였으나 밀라노의 용병대장이었던 페란테 곤차가가 반대하면서 살아남을 수 있었다.
지금은 기둥과 성당 사이의 공간이 트여 있지만 1935년까지만 하더라도 이 사이 구역에는 모두 성당 정면과 바로 붙어있는 주택으로 채워져 있었다. 그 전에 성당 부지 자체가 오랜 주택으로 완전히 둘러싸인 모습이었다. 과거에는 옛 골목을 보존하려는 계획이 있었으나 결국에는 재개발 공사로 오래된 주택이 철거되고 정면에 있던 기둥도 홀로 서 있게 되었다. 이후 제2차 세계대전이 발발하며 폭격이 벌어지면서 성당 뒷편으로도 공간이 트이게 되었고, 현재는 울타리로 둘러싸인 바실리케 공원이 조성되어 성당과 어우러진 전망을 감상할 수 있게 되었다.